# Кировский автобус
Ки́ровский автобус — система автобусных маршрутов общественного транспорта города Кирова. Регулярное движение пассажирских автобусов началось 1 мая 1934 года. Является основным видом общественного транспорта в Кирове.
На 2018 год обслуживается тремя компаниями-перевозчиками на 45 автобусных направлениях: муниципальное АО «Автотранспортное предприятие» отвечает за 27 автобусных, а также за 7 троллейбусных маршрутов, ООО «Автохозяйство» — за 10 автобусных маршрутов, ОАО «КировПассажирАвтотранс» — за 8 автобусных. На части обслуживаемых маршрутов по договору с предприятиями работают 24 перевозчика. Используются автобусы малой, средней и большой вместимости. Все автобусы оборудованы системой спутникового слежения ГЛОНАСС/GPS и системой мониторинга «Навигатор». Большинство машин оснащены голосовым информатором. На некоторых установлены электронные указатели маршрутов. Длина сети насчитывает 1097,73 км.

## История

### Омнибус
Проблема перевозки жителей из одной части города в другую существовала в Вятке уже в начале XX века. В 1908 году ряд вятских купцов обратился в городскую думу с предложением о постройке конки, причём все расходы они собирались брать на себя, но Дума отклонила данный проект как утопический. Через год поступило предложение от госпожи А. А. Пекарской пустить от центра города до двух вокзалов омнибус — карету для платной перевозки пассажиров. Одновременно в карету могли вмещаться до восьми человек. После больших споров Дума выдала разрешение на перевозку пассажиров омнибусом по строго оговорённым маршрутам. Стоимость проезда от центра до вокзала составляла 12 копеек, а между остановками (а их было установлено две) — 4 копейки. Учащиеся провозились за половину стоимости. Омнибусы ходили по городу чуть более года. В октябре 1910 года госпожа Пекарская обанкротилась и продала все кареты.

### Первые автобусы
10 мая 1914 года городская дума вновь рассматривала вопрос об организации перевозки горожан.
К этому времени в Великобритании и ряде других стран, в том числе и в России, появился и стал быстро распространяться новый вид транспорта — автобус. Губернское руководство, узнав о появлении первых отечественных автобусов, которые предназначались для пассажирских перевозок, решило, что жители Вятки должны пользоваться для своих поездок по городу именно этим транспортом.
В 1927 году Вятская почтово-телеграфная контора получила два почтово-пассажирских автобуса из Вологды, которые предназначались для перевозки корреспонденции до Слободского и Нолинска. 13 октября 1927 года в газете «Вятская правда» появилось объявление о том, что Вятская почтовая контора организует на свободных от перевозки почты автомобилях проезд пассажиров по улицам города. Было организовано несколько маршрутов, которые, в большинстве своём, начинались от улицы Розы Люксембург и заканчивались у железнодорожных вокзалов. Стоимость проезда одного человека от остановки до остановки, которые обычно располагались на перекрёстках улиц, составляла 15 копеек. За девять дней автобусы принесли прибыль более 800 рублей. С наступлением холодов автобусы ушли работать на трассы.
В марте 1928 года на заседании президиума Вятского губисполкома был рассмотрен вопрос о работе Вятской губернской почтово-телеграфной конторы. Губисполком обязал почтовое руководство организовать в губернии автобусное сообщение. 8—9 мая 1928 года в Вятку из Вологды прибыл первый пассажирский автобус. В Вологде в то время находилось окружное почтово-телеграфное управление, которому подчинялась Вятская контора. Прибывший автобус был создан москвичами на базе шасси первого советского грузовика АМО и короткий срок работал на линиях Вологды. 10 мая небольшая статья о появлении автобуса и его фотография были помещены в газете «Вятская правда». В статье сообщалось, что этот автобус планируется задействовать на перевозке пассажиров на маршруте Вятка — Слободской, но из-за наступившей распутицы рейсы в Слободской пришлось отложить, и он использовался на перевозке пассажиров по губернскому центру. Пробный рейс до Слободского был совершён 20—21 мая. Этот маршрут существует и в настоящее время под номером 102. Вид первого автобуса вызвал у горожан интерес и желание прокатиться. Скорость его передвижения составляла до 50 км/ч, вместимость — семь пассажиров. Потолок и стенки салона были фанерными, двери открывались вручную.
В газете «Вятская правда» от 23 февраля 1934 года в статье «Автобусное движение в Вятке» объявляется, что с 25 февраля 1934 года по городу организуется регулярное автобусное движение двух машин. Первый большой автобус курсировал от станции Вятка-1 по улице Ленина до Берегового района, а второй — от станции Вятка-1 по улице Карла Маркса, до спиртозавода. Автобусное движение продолжалось с 8 часов утра и до 11 часов вечера ежедневно. Плата за проезд по маршруту в один конец составляла 50 копеек.

### Регулярное движение
С 1 мая 1934 года, когда горсовет в своё распоряжение получил два шасси «Форд-АА» марки ГАЗ от Горьковского автозавода, по улицам Вятки начинают регулярно курсировать пассажирские автобусы. Одно из шасси было приспособлено под автобус, кузов для которого изготовили вятские мастера комбината по выработке стройматериалов по прилагаемым чертежам. Третий автобус на базе такого же шасси изготовили к 17-й годовщине Октября.
В январе 1935 года в автопарке имелось уже 8 автобусов, из них 4 переделаны из грузовых автомобилей на месте и 4 получены вновь. 6 машин были рассчитаны на 16 пассажиров, 2 машины — на 26. Личный состав состоял из 16 шофёров, из них только 4 водителя имели 2-ю категорию, а 12 человек — 3-ю. Движение автобусов начиналось в 6 часов 30 минут утра и заканчивалось в половине первого ночи. За сутки они перевозили в среднем 529 пассажиров. Стоимость проезда первоначально составляла 10 копеек за км, а с 5 февраля 1935 года по решению горсовета цена была снижена до 8 копеек. Первоначально, уже в Кирове, было 2 автобусных маршрута:
- 1 Станция Киров — Комбинат КУТШО, проходивший по улице Карла Маркса;
- 2 Станция Киров — Кожзаводы Берегового района, проходивший по улице Ленина.

В августе 1935 года парк увеличился до 12 машин, из них 5 автобусов обслуживали центр города, остальные — рабочие районы. Количество остановок было равно 15, а прибыль от перевозки пассажиров за первое полугодие составила 35 000 рублей.
В 1936 году Кировский горисполком принимает решение о реорганизации коммунальной службы города и создании треста механического транспорта. Новый трест начал работу 1 апреля 1936 года. В его состав вошёл организованный в 1934 году автопарк из 13 автобусов. Располагался он по адресу ул. Степана Халтурина, д. 2.

### Современность
В конце 2009 — начале 2010 годов была проведена оптимизация работы городского общественного транспорта, включавшая в себя: изменение городской маршрутной сети, полный отказ от маршрутных такси и проведение конкурса среди автотранспортных предприятий на право обслуживания маршрутов. Однако, несколько предприятий, не согласившись с итогами конкурса и вообще с проводимой реформой, продолжали осуществлять перевозку пассажиров по ранее принадлежавшим им маршрутам, часть из которых должна была быть изменена или закрыта в ходе реформы. Таким образом, вся маршрутная сеть Кирова делилась на работающие по муниципальному заказу и нелегальные маршруты. Сегодня[когда?] нелегальные маршруты в Кирове не встречаются.
Маршруты, работающие по муниципальному заказу, обслуживают предприятия, выигравшие конкурс на право обслуживания и заключившие договор с городской администрацией. На всех автобусах вешалась специальная табличка с гербом города и надписью «автобус работает по муниципальному заказу». Нелегальные маршруты обслуживались не прошедшими конкурсный отбор предприятиями. Они не контролировались Центральной диспетчерской службой городского пассажирского транспорта и городской администрацией. Нелегальными являлись все маршрутные такси.
В 2012 году Правительством Кировской области были введены электронные транспортные кошельки, действующие также в троллейбусах.
21 марта 2013 года был ликвидирован Вятский автотранспортный союз «в связи с невозможностью исполнения функций, прописанных в Уставе».
Позже бывший председатель союза Александр Харюшин добавил, что у перевозчиков просто нет денег на уплату членских взносов. В этот же день стало известно об изъятии у перевозчика «Алекс-Авто», руководителем которого долгое время являлся Харюшин, 14 единиц автобусов. Через пару недель число отобранных автобусов достигло 50, а выпуск автобусов данного перевозчика на линию сократился до 33 %, причём на половине из них не было ни одной машины. 8 апреля администрацией Кирова было принято решение в одностороннем порядке разорвать договор с «Алекс-Авто». Власти пообещали в течение 10 суток решить проблему, назначив новый конкурс на данные маршруты. До этого времени обещали увеличить выпуск на дублирующих маршрутах.
С 1 апреля 2013 года часть пригородных маршрутов, полностью проходящих по городскому округу «Город Киров», были переданы из областного подчинения на городской уровень. Это коснулось таких маршрутов, как 101, 104, 114, 116, 117, 119, 128, 129, 136, 143, 146, 170, 175. При этом, маршруты 114, 119, 128 были сразу закрыты, как дублирующие. В конце года были закрыты 170 и 175 маршруты, следовавшие по направлению в мкр. Лянгасово. С 16 апреля 2013 года маршруты, распределённые на конкурсе, стали обслуживать АО «Автотранспортное предприятие» (5, 9, 26, 46, 68) и ООО «Автохозяйство» (2, 16, 19, 74). При этом были закрыты 7, 45, 86 маршруты.
В 2014 году была также проведена оптимизация работы городского общественного транспорта: изменение городской маршрутной сети и проведение конкурса среди автотранспортных предприятий на право обслуживания маршрутов. С 1 января 2015 года были закрыты 2 автобусных (68 и 73) и 1 троллейбусный (6), а также изменены 2 автобусных маршрута. С 27 августа 2015 года был восстановлен маршрут 73 по просьбам пассажиров, а в ноябре этого же года был закрыт.
С 14 января 2017 года на пригородных муниципальных маршрутах Московского тракта введены дополнительные остановки. Тем самым, они стали более доступными и практически перестали отличаться от городских маршрутов в черте городского поселения. С 1 июля того же года в пределах муниципального образования «Город Киров» на пригородных маршрутах № 106, 107, 109, 113, 120, 121, 125, 127, 130, 134, 138, 147, 154, 155, 157, 158, 168 был установлен городской тариф.

## Конфигурация сети
Сеть городских маршрутов покрывает весь город, дублируя некоторые троллейбусные маршруты. Большинство маршрутов проходит с одной окраины города в другую через центр. Ряд городских маршрутов следует в районы муниципального образования: 2, 19, 22 — в посёлок Ганино и деревню Хабаровы, 10 — в посёлок Вересники, 12 — в деревню Цыганы и в определённые время в Никулёнки, 20 — в деревни Большая Гора, Малая Гора и Кочуровы, 21 — в село Порошино, 53 — в посёлок Дороничи, 84 — в слободу Богородская, посёлки Большая и Малая Субботиха, 101 — в микрорайон Лянгасово, 116 — к аэропорту Победилово, 117 — в посёлок Сидоровка. На других маршрутах: 104 — в посёлок Бахта, 129 — в посёлок Костино, 136 — в село Русское, 143 — до деревни Башарово, 146 — в посёлок Сосновый — после выезда за границы города начинают действовать пригородные тарифные зоны.

## Оплата проезда

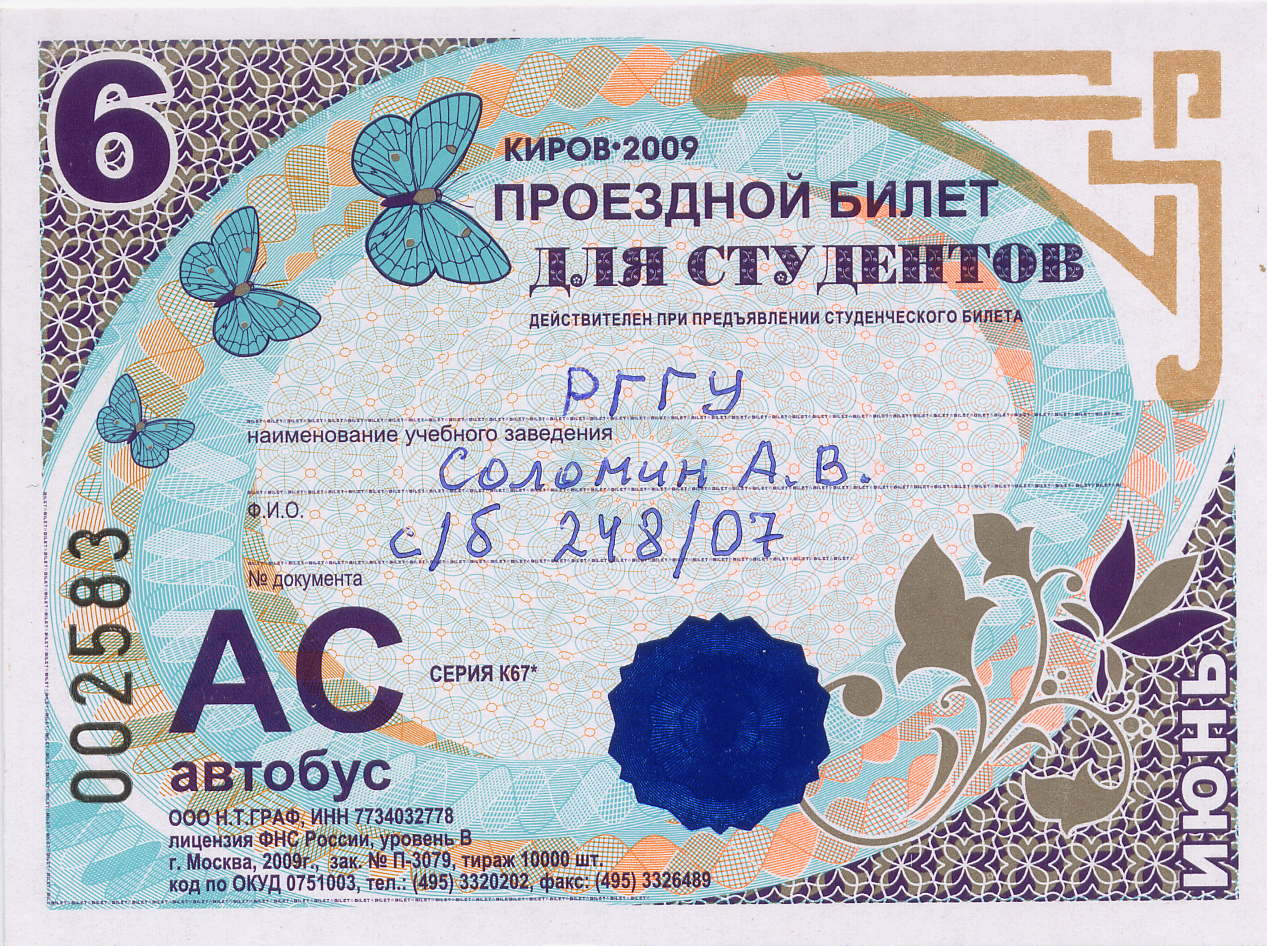
Студенческий проездной билет 2009 года

Оплата проезда производится наличными, транспортной картой или бесконтактной банковской картой кондуктору.
С 1 февраля 2020 года полная стоимость проезда наличными в городском транспорте составила 26 рублей. Льготных тарифов не предусмотрено. Стоимость проезда в пригородных маршрутах вне городской черты составляет 3,91 руб. за пассажиро-километр.
С 28 марта 2022 года стоимость проезда в городском транспорте составила 30 рублей, для льготников — 25 рублей. Стоимость проезда в пригородных маршрутах вне городской черты составляет 4,60 руб. за пассажиро-километр.
С 1 июня 2024 года стоимость проезда в городском транспорте составила 40 рублей. Стоимость проезда в пригородных маршрутках вне городской черты составляет 5,80 рублей за пассажиро-километр
Стоимость проезда определяется Кировской региональной службой по тарифам и утверждается Правительством Кировской области.

### Оплата проезда транспортной картой
С 1 сентября 2012 года решением администрации города Кирова введена электронная система оплаты проезда с использованием транспортных карт в автобусах и троллейбусах:
- Общегражданская неперсональная карта: карта красного цвета. Стоимость карты — 100 рублей. Подразделяется на тарифы «Гражданский» (60 и 90 поездок в месяц за 1290 и 1890 руб./мес. соответственно, баланс аннулируется с новым календарным месяцем), «Электронный кошелёк» (стоимость проезда равна основному тарифу наличной оплаты, действует 1 год с момента последнего пополнения любой суммой до 12 000 руб.) и «Для юридических лиц» (неограниченное количество поездок, 2420 руб./мес.). Картой можно оплатить проезд одновременно нескольких человек. Восстанавливается при утере.
- Общегражданская персональная карта: именная карта синего (для пенсионеров и учащихся средних классов), зелёного (для учащихся начальных классов) или жёлтого (для студентов) цвета. Держателями являются граждане, не подтвердившие право на льготный проезд с 1 марта 2015 года. Оплата проезда одновременно возможна только для одного человека. По умолчанию тариф «Электронный кошелёк», по запросу возможен переход на «Гражданский». Восстанавливается при утере.
- Социальная персональная карта: именная карта зелёного (бесплатный проезд для инвалидов, ветеранов ВОВ, ликвидаторов аварии на Чернобыльской АЭС, полицейских, правительства Кировской области, глухих, а также для учащихся начальных классов), синего (−5 руб. от основного тарифа, для пенсионеров и учащихся средних классов) или жёлтого (−3 руб. от основного тарифа, для студентов) цвета. Первичное оформление бесплатно. Держателями являются граждане, подтвердившие право на льготный проезд после 1 марта 2015 года. Оплата проезда одновременно возможна только для одного человека. Пополнение возможно на сумму, кратную 10 рублей. Карты для учащихся действуют с 1 сентября по 30 июня, для последующей активации необходимо произвести очередное пополнение, карты для пенсионеров действуют 1 год с момента последнего пополнения, срок действия зелёной карты (не учащихся) не ограничен. Восстанавливается при утере.
- Карта кондуктора: карта белого цвета. Используется кондуктором для проведения оплаты проезда пассажиром наличными средствами. Восстанавливается при утере.